# IC 5212
IC 5212 ist eine Spiralgalaxie vom Hubble-Typ Sbc im Sternbild Kranich am Südsternhimmel. Sie ist schätzungsweise 371 Millionen Lichtjahre von der Milchstraße entfernt.
Die Galaxie wurde im Jahr 1900 von dem Astronomen DeLisle Stewart entdeckt.